# Kjersti Grini
Kjersti Elizabeth Grini, född 7 september 1971 i Oslo, är en norsk före detta handbollsspelare (högerhänt vänsternia/högernia). Hon debuterade i Norges landslag 16 år gammal den 11 november 1987, spelade 201 landskamper och gjorde 1 003 mål fram till den sista landskampen den 17 december 2001. Hon är därmed den spelare som gjort flest mål i norska landslaget. Hon avslutade sin aktiva karriär 2003 på grund av skador, men gjorde comeback på elitnivå nästan tio år senare i Gjøvik HK, under en säsong.

## Klubbar
- Jaren IL
- Lunner IL (–1991)
- Bækkelagets SK (1991–1997)
- Toten HK (1997–1998)
- Tertnes IL (1998–2000)
- Ikast-Bording Elite Håndbold (2000–2003)
- Gjøvik HK (2012–2013)